# Marmorbad

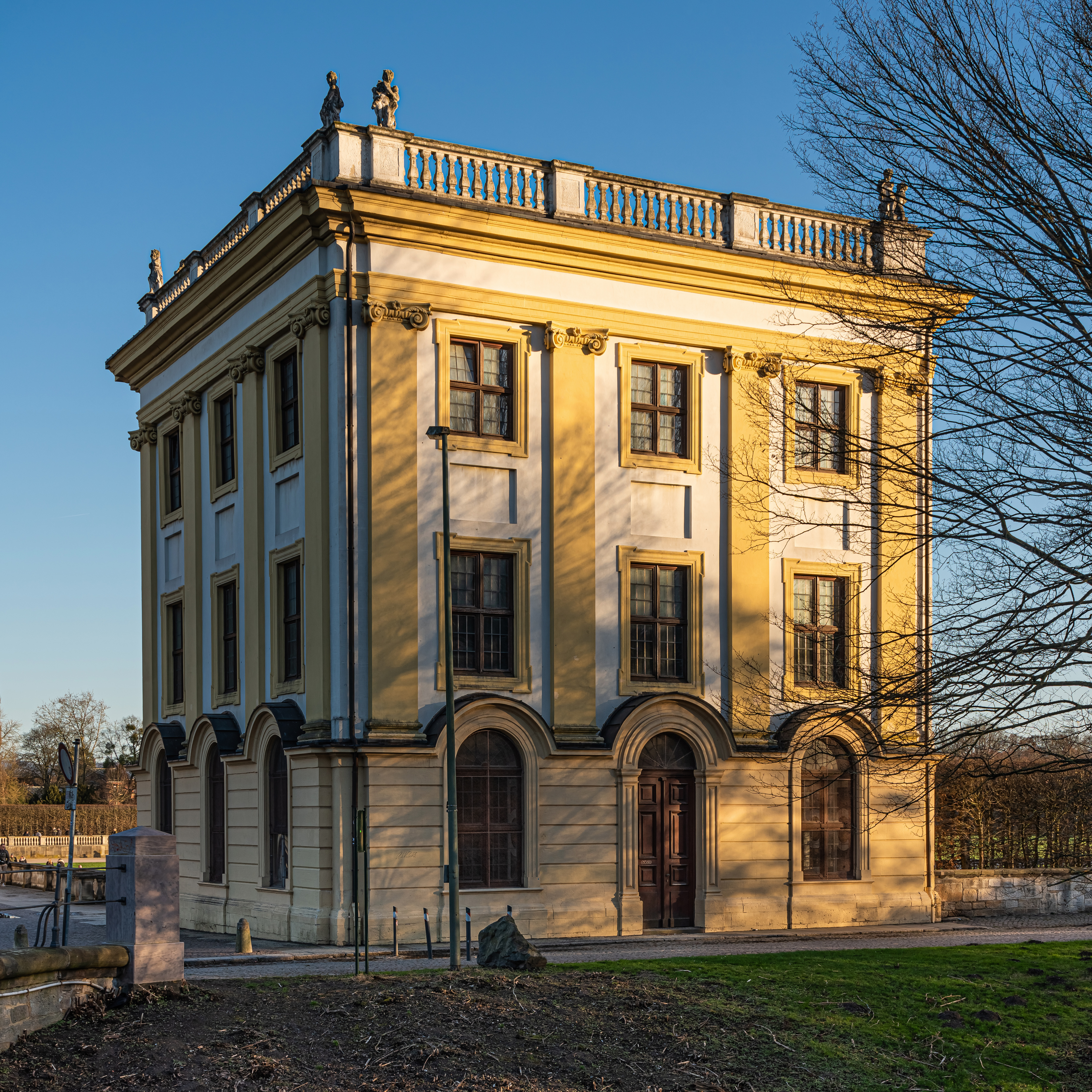
Marmorbad in Kassel (Außenansicht)

Das Marmorbad ist eine Badeanlage unweit der Orangerie im Park Karlsaue in Kassel.
Das Gebäude mit quadratischem Grundriss ist Deutschlands letzte bedeutende und erhaltene repräsentative Badeanlage aus der Zeit des Spätbarocks. Sie wurde 1722 bis 1728 unter Landgraf Karl von Hessen-Kassel errichtet.
Das Gebäude ist dreistöckig. Im Zentrum befindet sich das marmorne Badebecken. Die barocke Innenausstattung wurde von 1712 bis 1728 vom französischen Bildhauer Pierre-Étienne Monnot geschaffen.

## Gebäudeinnendekoration
Pierre-Étienne Monnot gestaltete zwölf marmorne Skulpturen und zehn Wandreliefs sowie Medaillons. Er schuf Porträts von Landgraf Karl und seiner Frau Amalia von Kurland, die ein Jahr vor Bau des Marmorbads starb.

## Ovids Metamorphosen
An zwei gegenüberliegenden Kaminen handeln die Werke aus der römischen Mythologie, den Metamorphosen Ovids. Die Skulpturen stellen Faunus, Bacchus mit Ampelos, Mercurius mit Amor, Aurora, Leda mit dem Schwan und Amor, Apollon Marsyas häutend, Minerva mit einem Satyr, Narziss, Venus und Amor, Paris mit dem Apfel, Latona mit Apollon und Diana im Tümpel sowie eine Bacchantin, bei welcher der Kopf nicht mehr erhalten ist, dar.

## Reliefs
Die Reliefs zeigen die marmornen Europa und den Stier, die Entdeckung von Kallistos Schwangerschaft durch Diana, die Befreiung Andromedas durch Perseus mit Amor, den Triumph der Galateia, Apollon und Daphne mit Amor, Diana und Aktaion, die Flucht der Arethusa mit Hilfe Dianas vor Alpheios, sowie die Hochzeit von Bacchus und Ariadne mit Unterstützung Amors. Teilweise sind Nebenfiguren ausgefertigt. Die Wände sind farbig im Kontrast zum Marmor verkleidet.

## Bildergalerie

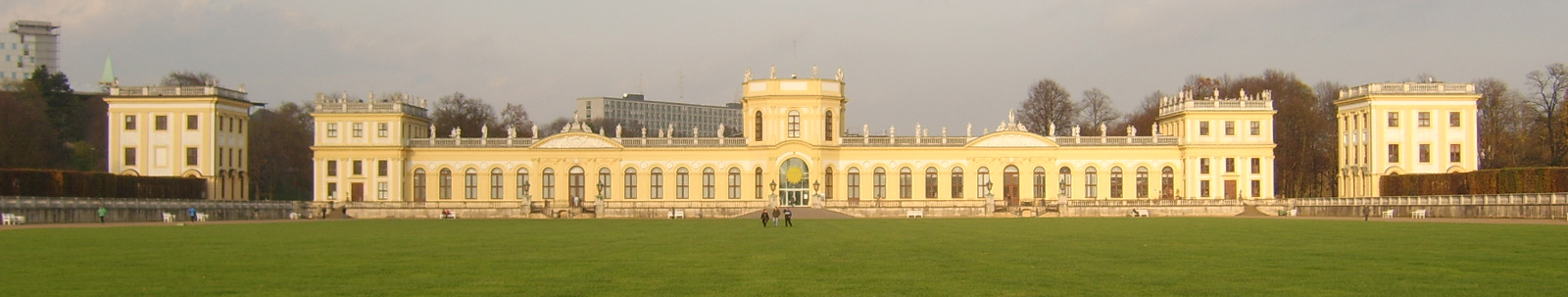
Gesamtansicht der Orangerie: links das Marmorbad, über dem Hauptportal die Sonne des Planetenwanderwegs, rechts der Küchenpavillon

Koordinaten: 51° 18′ 37,6″ N, 9° 29′ 58,6″ O